# 大村純賴
大村純賴（日语：／ Ōmura Sumiyori，1592年—1619年12月18日）是肥前大村藩第2代藩主。大村純忠之孫。

## 生涯
文禄元年（1592年），作為豐臣氏家臣（後來的大村藩初代藩主）大村喜前的長男在三城出生。早期與父親施行同樣的政治手段，慶長12年（1607年）獲得德川家康的許可而確保財政并強化了藩主權利，為此并強制執行被稱為的政策強制沒收一門的領地。大坂之役中作為德川方参战，警備長崎并追捕豐臣氏残党。
元和2年（1616年），父親突然死去后繼承家督。同樣和父親一樣鎮壓基督教。元和5年（1619年）11月13日在玖島城突然死去。享年28歲。家督由長男純信繼承。由於是突然死亡，因此有一說是因為被懷恨在心的傳教士所毒殺而死。